# ジョン・ボイド・オア
ジョン・ボイド・オア（John Boyd Orr、1880年9月23日 - 1971年6月25日） は、スコットランド人の医師。栄養に関する科学的調査と国際連合食糧農業機関(FAO)の初代長官の功績が認められ、1949年ノーベル平和賞を受賞した。
ときに政治的であり、世界連邦運動の初代会長まで務めた。
ジョン・ボイド・オアは、1914年からアバディーン大学で栄養に関する研究を始めた。1945年から1947年までグラスゴー大学学長を務めた。1946年にはグラスゴー大学総長に任命された。